# Banco Central de la República Islámica de Irán
El Banco Central de la República Islámica de Irán (en persa: بانک مرکزی جمهوری اسلامی ايران) es el banco central de Irán.

## Historia
Durante la era Aqueménida, el comercio se disparó y, posteriormente, la operación bancaria se expandió hasta tal punto que los iraníes lograron aprender el método bancario de la población de Babilonia.
El primer intento de introducir papel moneda en Irán ocurrió durante el Ilkanato mongol del siglo XIII. La innovación, desarrollada durante la Dinastía Song en China, no se afianzó en Irán, y el papel moneda no volvió a Irán de manera significativa durante varios siglos.

### Era Moderna
En la banca moderna, los británicos abrieron por primera vez el Banco Imperial de Persia en 1889, con oficinas en las principales ciudades de Persia e India. Fue establecido en 1885 con una concesión del gobierno de Persia al barón Julius De Reuter, bajo un estatuto real de la Reina Victoria.
Para competir con el banco británico, el Imperio ruso también abrió el Banco de Préstamo y Desarrollo de Rusia.
El primer banco iraní de propiedad estatal, el Banco Iraní Melli, fue establecido en 1927 por el gobierno de Irán. El objetivo principal del banco era facilitar las transacciones financieras del gobierno e imprimir y distribuir la moneda iraní (rial y toman). Durante más de 33 años, el Banco Iraní Melli estaba actuando como el banco central de Irán con la responsabilidad de mantener el valor del rial iraní.
En agosto de 1960, el gobierno iraní estableció el Banco Central de Irán (CBI) y separó todas las responsabilidades de banca central del Banco Iraní Melli y lo asignó al banco central recién formado. 
El Banco Central de Irán pasó a llamarse "Banco Central de la República Islámica de Irán" inmediatamente después de la Revolución iraní en 1979 y el derrocamiento del Sah Mohammad Reza Pahleví. El alcance y las responsabilidades del Banco Central de la República Islámica del Irán (ICC) se han definido en la Ley Monetaria y Bancaria de Irán. El sistema bancario de Irán se adhirió a las nuevas reglas islámicas que prohíben ganar o pagar intereses.
CBI mantiene un museo de joyas históricas y antiguas propiedades utilizadas por los exreyes de Persia. Este museo alberga las joyas imperiales de la corona y es una de las atracciones turísticas más atractivas de Irán.
En septiembre de 2019, el gobierno de Estados Unidos instituye nuevas sanciones dirigidas, entre otras cosas, a "la última fuente de ingresos del Banco Central de Irán", ya incluido en la lista negra de Estados Unidos.

## Objetivos
Los objetivos del Banco Central de Irán hoy, de acuerdo con su carta orgánica, son:
- Mantener el valor de la moneda nacional
- Mantener el equilibrio en la balanza de pagos
- Facilitar el comercio
- Mejorar el potencial de crecimiento del país.